# Ginés García Perán
Ginés García Perán (Esparragal, Puerto Lumbreras, 28 de febrero de 1941) fue un ciclista español profesional entre 1962 y 1968. Año en el que se retiró debido a un accidente de tráfico, ocurrido mientras volvía de correr las primeras etapas del Giro d’Italia.
Fue uno de los primeros murcianos en correr el Tour de Francia y las grandes vueltas, además se mantuvo líder de la montaña del Tour del Porvenir durante 11 días seguidos hasta perderlo a manos de Gimondi el último día. Consiguiendo así, ser el primero en asomarse en el palmarés de una carrera que se lleva disputando desde 1897. El lumbrerense se colgó la medalla de bronce en 1966 al acabar en tercera posición, un puesto que repetiría un año después en un campeonato disputado en Sabadell.
Sus principales éxitos fueron una etapa de la Volta a Cataluña de 1962, donde acabó tercero de la general, ganador de la etapa en los Alpes (Tour de France) Tour del Porvenir.1967 1º en Clasificación General Final Vuelta a los Valles Mineros, España., España En 1964, consiguió la medalla de plata del Campeonato Mundial de Ciclismo en Ruta en contrarreloj por equipos.
Como anécdota, una vez en una revisión sanitaria los doctores que le asistieron afirmaron que nunca antes habían visto a nadie con esa gran resistencia y se afirmó que sin duda era el hombre con el "pecho" más fuerte de Europa por aquellos años.
En 1975, se fundó una peña ciclista en su honor con el objetivo de apoyar el ciclismo, fomentar eventos deportivos, exhibiciones, colaborar y facilitar la preparación de los deportistas. Recientemente ha cumplido su 40 aniversario (1975-2015).
En 2012, por resolución de Alcaldía se le rindió un homenaje en su municipio, donde ya tenía una calle con su nombre.

## Peña ciclista.
En su pueblo natal se fundó un club ciclista en su honor en él se organizan las diferentes carreras del municipio y fuera de él.

## Accidente y retirada
En 1968 tras venir de la Vuelta a Suiza, sufrió un accidente de tráfico en el que casi le cuesta la vida, tras esto tuvo que abandonar su carrera deportiva en sus mejores años, por aquella temporada se encontraba disputando el Giro de Italia.

## Palmarés
1962
- Clásica de los Puertos
- 1 etapa de la Volta a Cataluña

1963
- 1 etapa del Tour del Porvenir

1964

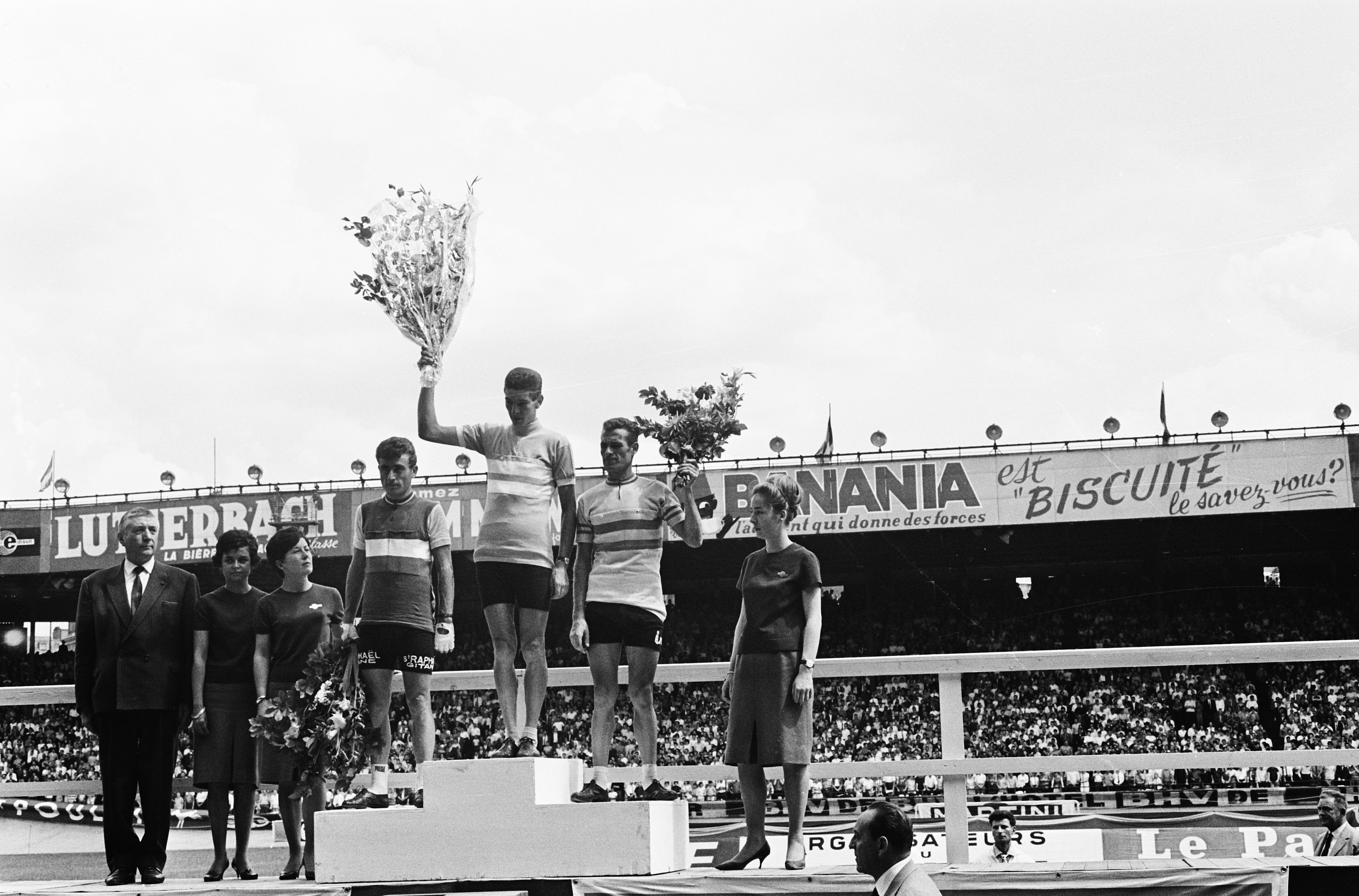
Tour del Porvenir 1964 (Gimondi, Aimar, García Perán)

- 2º en el Campeonato del mundo en contrarreloj por equipos

1966
- 3º en el Campeonato de España en Ruta

1967
- 3º en el Campeonato de España en Ruta
- Vuelta a los Valles Mineros, más 1 etapa

## Resultados en Grandes Vueltas y Campeonatos del Mundo
Durante su carrera deportiva consiguió los siguientes puestos en las Grandes Vueltas y en los Campeonatos del Mundo en carretera:
| Carrera         | 1962 | 1963 | 1964 | 1965 | 1966 | 1967 | 1968 |
| --------------- | ---- | ---- | ---- | ---- | ---- | ---- | ---- |
| Giro de Italia  | -    | -    | -    | -    | -    | -    | 45.º |
| Tour de Francia | -    | -    | -    | 29º  | 28º  | 18º  | -    |
| Vuelta a España | -    | -    | -    | 31.º | -    | 24º  | -    |
| Mundial en ruta | -    | -    | -    | -    | -    | -    | -    |

-: No participa

Ab.: Abandono